# Каламата

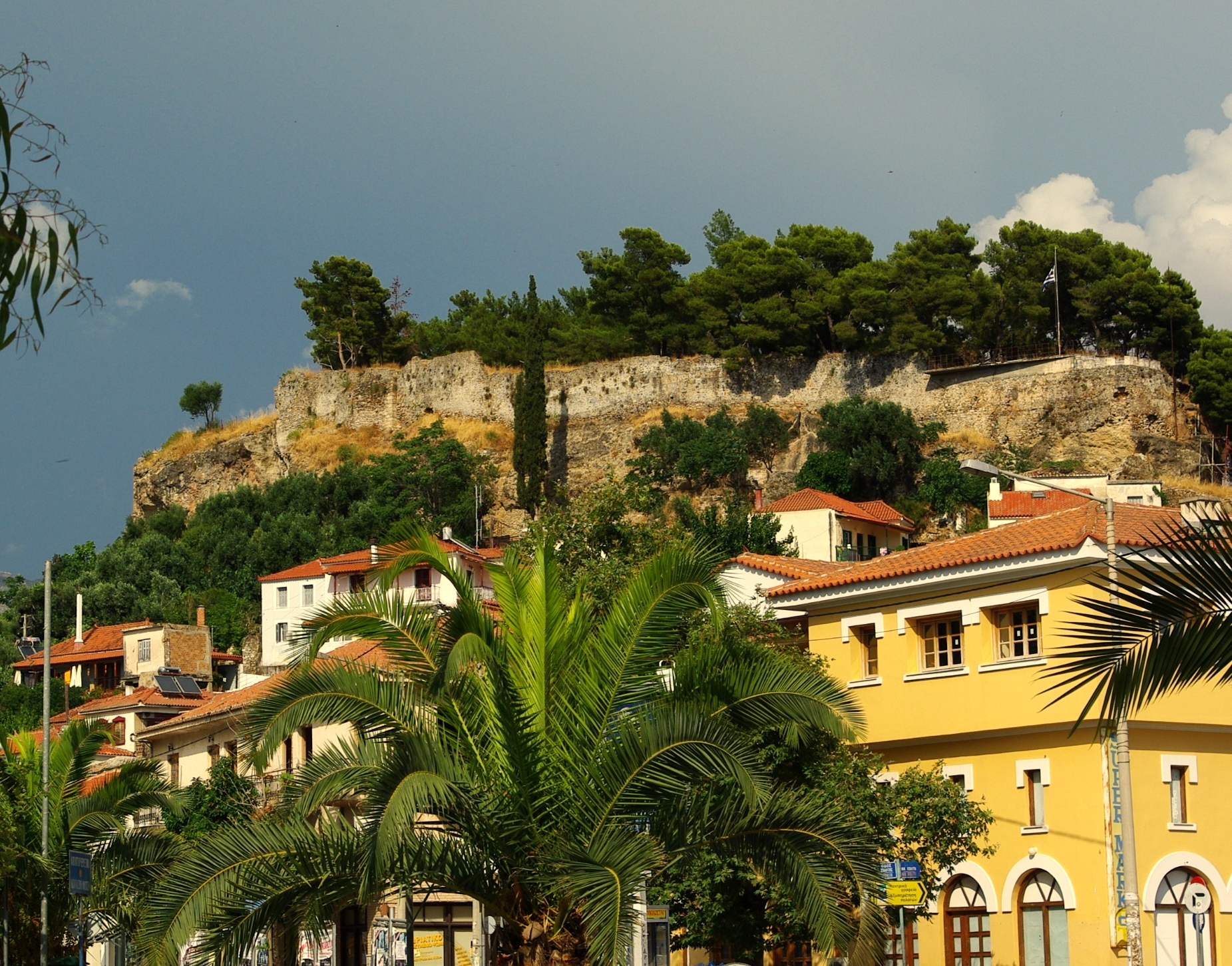
Вид крепости

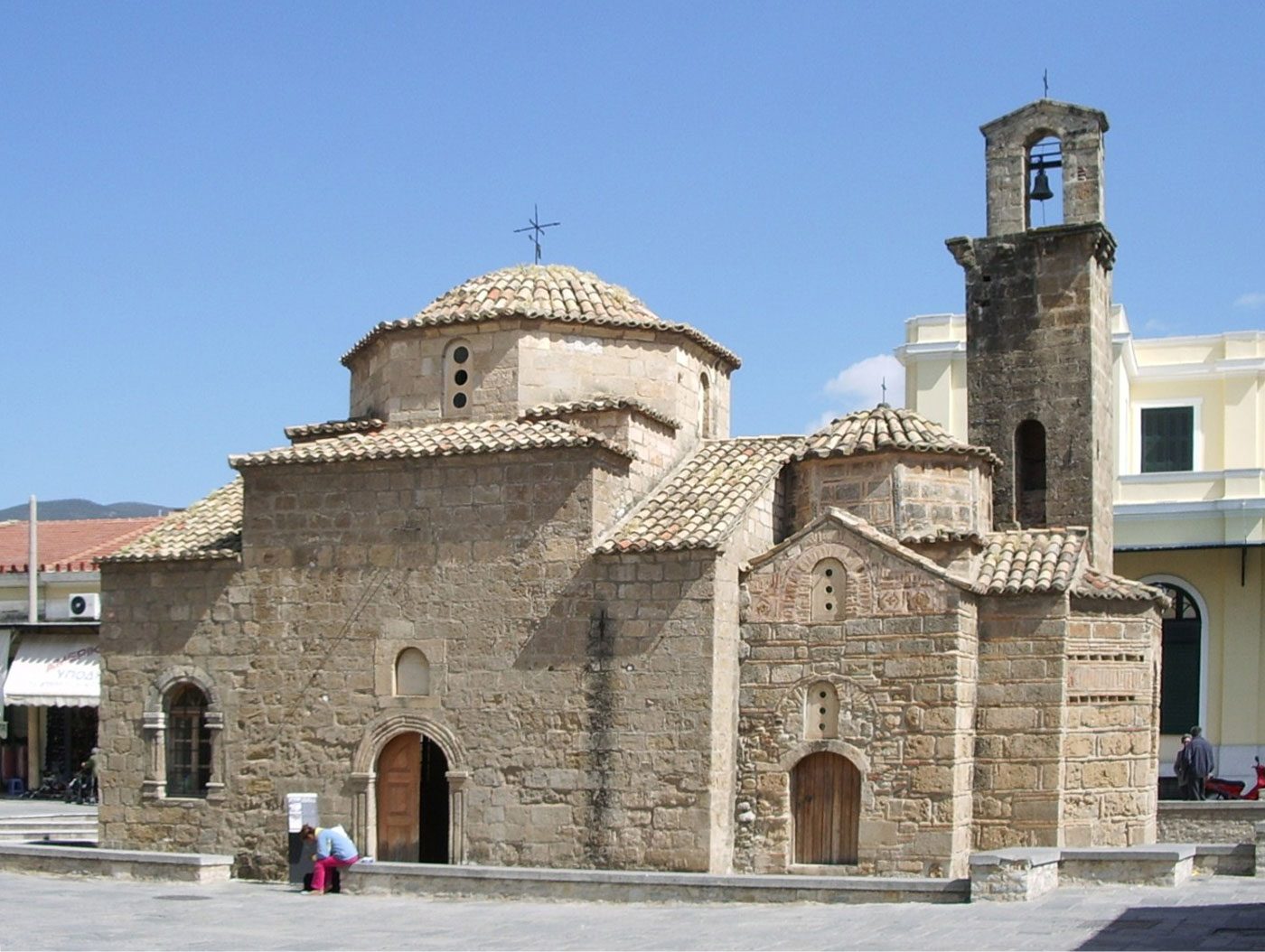
Церковь Айи-Апостоли (Святые Апостолы, Άγιοι Απόστολοι). Это была церковь, где капитаны Греческой революции клялись освободить Грецию от османов.

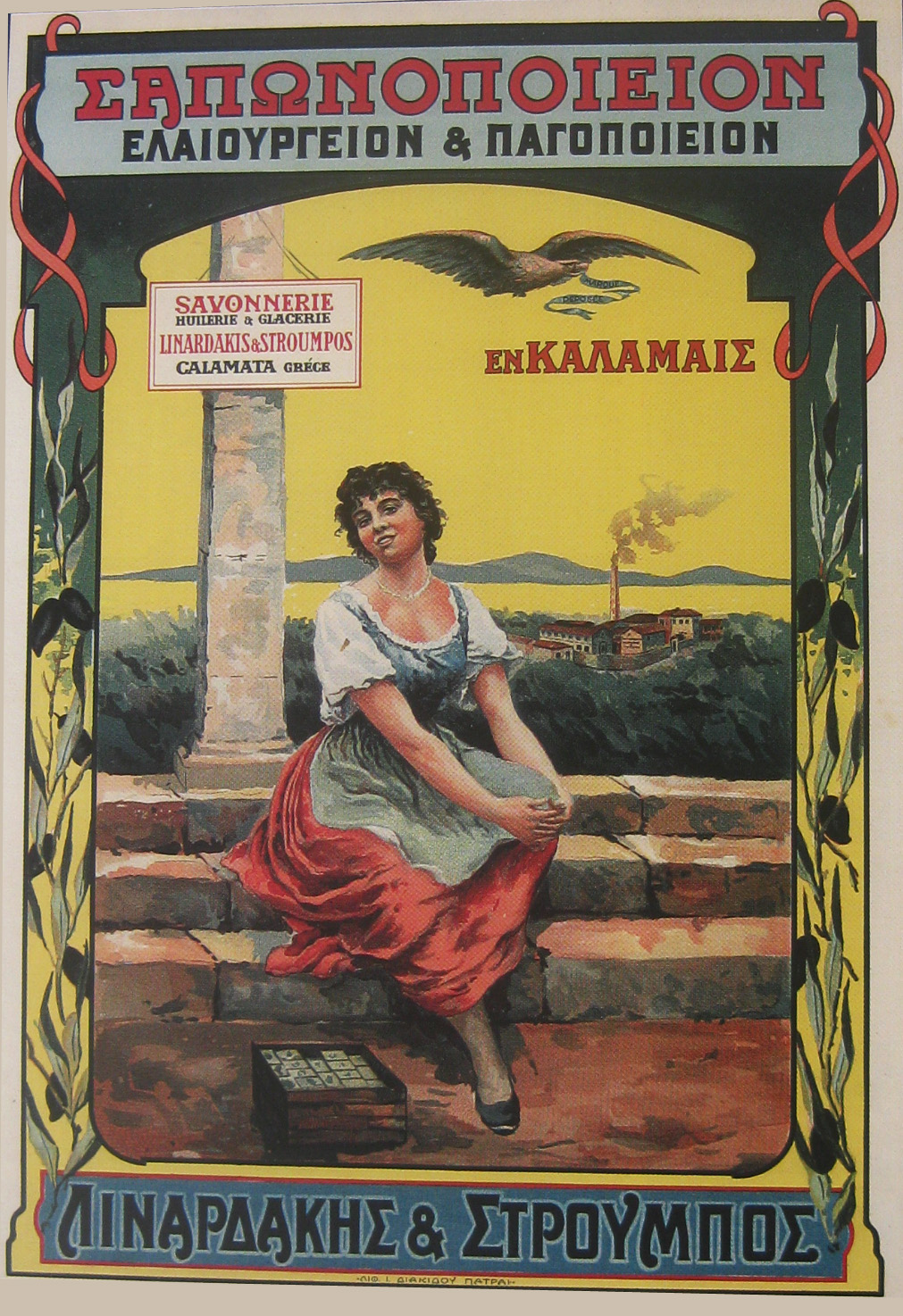
Историческая реклама оливкового мыла из Каламаты

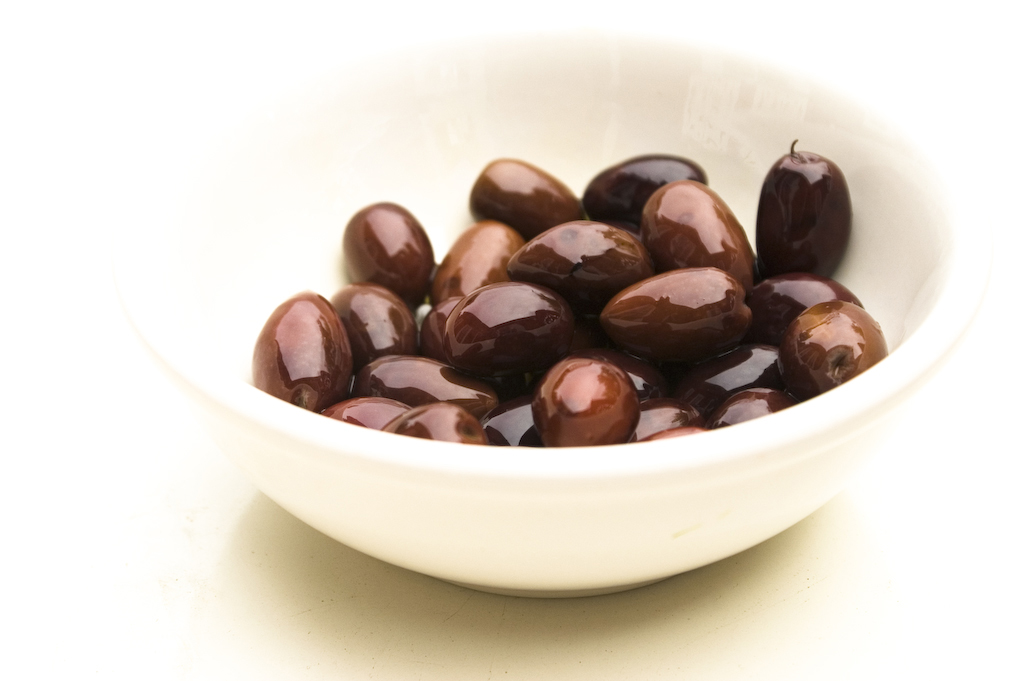
Оливки Каламаты

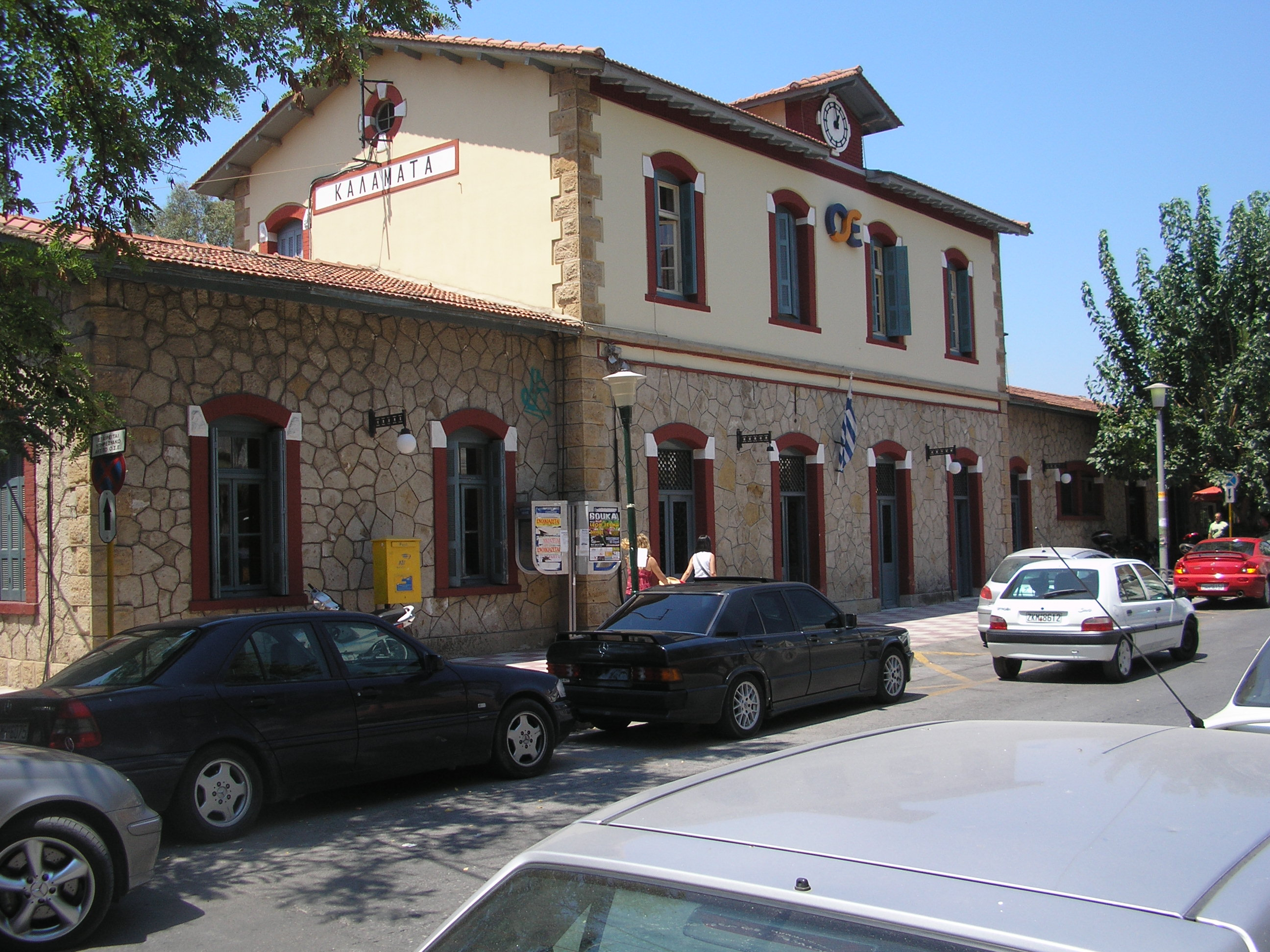
Железнодорожная станция «Каламата»

Калама́та, Кала́ме (греч. Καλαμάτα) — город и порт в Греции, на юго-западе Пелопоннеса. Расположен на высоте 21 метр над уровнем моря, на побережье залива Месиниакоса Ионического моря, на левом берегу реки Памисоса. Находится в 255 километрах к юго-западу от Афин, в 215 километрах к югу от Патр. Является административным центром одноимённой общины (дима) и периферийной единицы Месинии в периферии Пелопоннес. Население 54 100 жителей по переписи 2011 года.
Преобладает средиземноморский климат с жарким летом и мягкой зимой.

## История
История Каламаты теряется в глубине веков. Ещё во времена Гомера в этом месте находился город Фары, у Павсания находим
«В центре страны есть поселок Каламы (Тростники)», примерно там сегодня находится замок, построенный франками. Имя городу было дано по названию древнего византийского монастыря — Παναγία την Καλομάτα, но впоследствии буква омикрон (ο) была заменена буквой альфа (α). Так получилось современное название города.
Каламата не была важным городом в Древней Греции, так как находилась под властью Спарты с VIII века до н. э. до середины IV века до н. э.
В начале лета 217 года до н. э. Каламы при помощи измены были вторично захвачены спартанским царем Ликургом в ходе так называемой союзнической войны (220-217 гг до н. э.)
Она прославляется после четвёртого крестового похода 1204 года, когда переходит к франкам. Когда же здесь начинается строительство замка — начинается экономическое процветание города.
С 1459 года город под властью венецианцев. Каламата была оккупирована османами с 1481 по 1685 год, как и остальная часть Греции. В 1659 году, во время длительной войны между османами и венецианцами за Крит, венецианский полководец Франческо Морозини вступил в контакт с восставшими маниотами для совместной кампании в Морее, в ходе которой взял Каламату. Вскоре после этого он был вынужден вернуться на Крит, но венецианцы вернули Каламату во время Морейской войны.
Венецианская республика правила Каламатой с 1685 года как частью Королевства Морея (итал. Regno di Morea). Во время венецианского правления город укреплялся, развивался и процветал экономически. Однако османы повторно оккупировали Каламату во время войны 1715 года и контролировали её до Греческой войны за независимость.
Лишь в 1821 году город заняли греческие ополченцы. Важнейшая дата в истории города — 23 марта 1821 года — освобождение Каламаты от турецкого владычества. В этот день Теодорос Колокотронис, Мавромихалис, Папафлессас и Никитарас вступили в город как освободители. Из Каламаты восстание распространилось на всю Грецию.
В конце XIX века ведется постройка порта Каламаты — залога экономического процветания города. Однако в 1920 году начинается период спада развития города, продолжающийся по сей день.
В сентябре 1986 года город потрясли два мощных землетрясения, которые унесли много жизней. Тем не менее, город быстро отстроился заново.

## Город сегодня
Каламата — второй по величине город Пелопоннеса после Патр. Является административным, экономическим и торговым центром Месинии. В городе открыта Школа гуманитарных и культурных исследований Университета Пелопоннеса. Также есть множество спортивных сооружений и новая современная больница.

## Достопримечательности
Каламата — это город, где можно найти множество достопримечательностей: 
- Церковь Айи-Апостоли (Святых Апостолов) — символ города, малые византийские церкви X века.
- Замок, построенный франками, с которого видна панорама всего города.
- Железнодорожный парк, расположенный к югу от центра города, с открытым здесь железнодорожным музеем — крупнейшим в Греции и удостоенным Премии Европейской комиссии.
- В музее Бенаки хранятся важные археологические находки Мессении со времен бронзового века до римских времен.
- Военный музей Каламаты содержит множество образцов оружия и военного обмундирования греков различных периодов.

В городе действует также «Муниципальная галерея» и «Галерея современного греческого искусства», где собрано около 500 экспонатов и фольклорный музей. Народная библиотека работает с 1962 года и содержит более 80000 экземпляров книг и более 50000 газет с XIX века по сегодняшний день.
В 1993г. в Каламате был построен храм во имя святой великомученицы Ксении Каламатской, жившей в этом городе и принявшей тут свою мученическую кончину.

## Известные люди
- Великомученица Ксения Пелопонесская (Каламатская), раннехристианская святая, жившая в начале IV в. в Каламате[8][9].
- Преподобный Иерофей Иверянин (Каламатский), православный святой родившийся близ Каламаты в 1686 г.[10]
- Сократис Папастатопулос — греческий футболист, победитель кубка Англии, победитель кубка Германии, двукратный обладатель суперкубка Германии, двукратный обладатель чемпионата Греции, лучший греческий футболист сезона 2016/2017.

## Экономика
Каламата является финансовым центром Пелопоннеса. Её экономика базируется главным образом на сельском хозяйстве, выделяется из которого производство оливок и оливкового масла. Кроме того, в регионе выращивают инжир и многие овощи. Производят изюм. Промышленность представлена переработкой сельскохозяйственной продукции.

## Транспорт
Автострада 7, часть европейского маршрута E65 связывает Каламату с Триполисом, Коринфом и, в конечном счёте, с Афинами. Через Каламату проходит национальная дорога 82 Пилос — Спарта. В 7 километрах к западу находится аэропорт «Капитан-Василис-Константакопулос». Из порта летом отходят паромы на остров Китира и Крит.
Железнодорожная станция «Каламата» на линии Коринф — Каламата закрыта в 2011 году.

## Культура
В городе есть консерватория, школа танца. Много художников, которые известны как в городе, так и по всей Греции. Активно развивается сотрудничество с зарубежными странами в области культуры. В городе проводится Международный фестиваль танца.

## Спорт
В городе организован футбольный клуб «Каламата». Есть муниципальный стадион и стадион «Месиниакос», каждый вместительностью около 5000 зрителей. Работает гимназия «Τέντα».

### Мессинский заплыв
Каждый год, в конце августа, морской клуб Каламаты (NOK), организовывает международный марафонский заплыв залива Месиниакоса, от Каламаты до Корони — дистанция 30 километров.

## Сообщество Каламата
В общинное сообщество Каламата входят 11 населённых пунктов, а также монастыри Веланидья и Профитис-Илиас. Население 54 567 жителей по переписи 2011 года. Площадь 42,621 квадратного километра.
| Наименование             | Население (2011), человек |
| ------------------------ | ------------------------- |
| Айи-Пандес               | 21                        |
| Айос-Фануриос            | 62                        |
| Бурниас                  | 127                       |
| Каламата                 | 54 100                    |
| Калитея-Курти-Рахи       | 38                        |
| Кукинорахи               | 28                        |
| Кутала                   | 47                        |
| Менина                   | 28                        |
| Монастырь Веланидья      | 0                         |
| Монастырь Профитис-Илиас | 8                         |
| Профитис-Илиас           | 46                        |
| Филотеи                  | 36                        |
| Яницаника-Скупидотос     | 26                        |

## Население
| Год  | Население, человек |
| ---- | ------------------ |
| 1991 | 47 138             |
| 2001 | 53 659             |
| 2011 | ↗ 54 100           |

## Города-побратимы
- Агландзия, Кипр
- Бизерта, Тунис